# Heteroconis pioraensis
Heteroconis pioraensis is een insect uit de familie van de dwerggaasvliegen (Coniopterygidae), die tot de orde netvleugeligen (Neuroptera) behoort. 
De wetenschappelijke naam Heteroconis pioraensis is voor het eerst geldig gepubliceerd door New in 1990.